# Carataunas (kommunhuvudort)
Carataunas är en kommunhuvudort i Spanien.   Den ligger i provinsen Provincia de Granada och regionen Andalusien, i den södra delen av landet, 400 km söder om huvudstaden Madrid. Carataunas ligger 734 meter över havet och antalet invånare är 206.
Terrängen runt Carataunas är bergig norrut, men söderut är den kuperad. Runt Carataunas är det ganska glesbefolkat, med 35 invånare per kvadratkilometer. Närmaste större samhälle är Órgiva, 2,6 km sydväst om Carataunas. I omgivningarna runt Carataunas växer i huvudsak buskskog.